# Colpa (filosofia)
Il concetto di colpa nella filosofia concerne uno stato di inadeguatezza dell'essere umano conseguente a una sua condotta immorale, che lo pone in una condizione esistenziale di dovere, di perdita dell'innocenza, di necessità di rimediare, e che conduce a una punizione o uno stato di malessere generato dal suo ricordo.

## Storia del concetto
Nella filosofia greca antica riguardava uno stato oggettivo dell'essere individuale, e non solamente un sentimento soggettivo di colpa. Nella concezione orfica, pitagorica e successivamente platonica, essa era infatti la causa del ciclo di reincarnazione, assimilata a una sorta di malattia dell'anima, da estinguere fino a completa guarigione. La colpa comportava l'oblio della condizione di purezza vissuta nell'Iperuranio, o secondo vari miti in un'antica età dell'oro, che occorreva recuperare attraverso un percorso di ascesi e di reminiscenza.
Topos ricorrente della tragedia greca e della letteratura greca è quello di hybris, che denota un tratto della personalità o un'azione connotata da superbia, eccessivo orgoglio, o disprezzo per l'ordine umano e divino (kosmos).
Nei filosofi cristiani la colpa è legata indissolubilmente alla nozione religiosa di peccato, sia individuale, sia generale riguardante l'umanità complessiva perché fuoriuscita da un precedente condizione paradisiaca, ma con conseguente possibilità di redenzione.
In età moderna, nell'opera Genealogia della morale Nietzsche lega il senso di colpa all'oblio. Nella seconda dissertazione Nietzsche sottolinea il ruolo dell'oblio nel dare nuovo spazio cancellando i ricordi della "cattiva coscienza". 
Heidegger affronta il concetto in Essere e tempo, definendo la colpa "esser fondamento di una nullità".